# Chongqing
Chongqing (vereenvoudigd Chinees: 重庆; traditioneel Chinees: 重慶; pinyin: Chóngqìng; uitspraak: ʧʊŋ'ʧĭŋ') is een stadsprovincie en een stad in China. Het is een 'speciale stadsagglomeratie', die bestuurlijk direct onder de centrale overheid staat, op hetzelfde niveau als een reguliere provincie. Chongqing is sinds 2005 een van de vijf nationale centrale steden. De stad Chongqing heeft 12.9 miljoen inwoners (2025).  In de stadsprovincie, waar ook de niet stedelijke ruimere omgeving in vervat is, wonen 32 miljoen mensen. In het gebied wordt het dialect Chongqinghua gesproken, dat een subdialect is van het Sichuanhua, dat harder en korter af klinkt. Chongqing ligt in het Sichuanbekken.
De stad ligt aan de middenloop van de rivier de Yangtze en ontstond waar de rivier de Jialing uitmondt in de Yangtze. De rivieren zijn de basis van het ontstaan van de stad, en er vindt nog steeds veel transport over plaats. De valleien hebben ook het stadslandschap fel getekend, waardoor de stad heel wat niveauverschillen kent.

## Geschiedenis
Chongqing zou deel uitgemaakt hebben van de Ba staat, een van de strijdende staten in de periode voor het ontstaan van de dynastieën. Na het overwinnen van de Qin kwam de stad onder het beleid van de eerste dynastie die China volledig wist te verenigen.
Chongqing heeft diverse naamsverwisselingen ondergaan. In 1189 kreeg het van de toenmalige keizer zijn huidige naam. Chongqing (重庆) is Mandarijn voor 'opnieuw feestvieren'. Keizer Guangzong (1147 - 1200) gaf deze naam voor zijn kroning tot koning en later zijn benoeming tot keizer van China.
De bewoners van de stad zijn trots op hun verzet tegen het oprukken van het Mongoolse Rijk. Ze beschouwen hun stad als de redding van Europa. Zonder het verzet had Dzjengis Khan waarschijnlijk ook heel Europa veroverd.
In 1891 werd Chongqing de eerste binnenlandse handelspost, voornamelijk vanwege zijn haven gelegen aan de Yangtze. Hierdoor werd de stad al bekend onder buitenlandse handelaren.
Tijdens de Tweede Wereldoorlog werd Chongqing tijdelijk de hoofdstad van China. In de oorlog werd Chongqing zwaar gebombardeerd om de regering onder druk te zetten. Hierdoor zijn er nog steeds veel schuilkelders aanwezig in de stad. Tevens neemt de stad een speciale plaats in door allerlei samenwerkingsverbanden. Chongqing is de eerste plaats waar de CCP en de KMT samenwerkten tegen de gezamenlijke oorlogsvijand Japan. Ook was er voor het eerst een samenwerking tussen de Chinese en de Amerikaanse regering.
Na de oorlog werd Chongqing weer een stad onder het bestuur van de provincie Sichuan. Tot 14 maart 1997 viel de stadsprovincie Chongqing onder dit bestuur. Vier prefecturen uit deze provincie werden toen onder het bestuur van de nieuwe stadsprovincie geplaatst. Naast Chongqing waren dit Fuling, Wan Xian en Qianjiang. Dit ging in totaal om 30,2 miljoen mensen. De nieuwe status heeft tot doel het westen van China beter te ontwikkelen en mensen die hun huizen kwijt waren geraakt door het Drieklovendam-project, te huisvesten. Chongqing is, zowel in inwonertal als in oppervlakte, de grootste stadsprovincie van China.
Van 1937 tot 1945 was Chongqing de hoofdstad van Kwomintang China, als gevolg van de verovering van de toenmalige hoofdstad Nanking. In die tijd is de stad zwaar gebombardeerd door de Japanners.
Op 12 mei 2008 werd Chongqing, net als het aangrenzende Sichuan, getroffen door een zeer zware aardbeving met een kracht van 7,8 op de schaal van Richter.

## Klimaat
| Maand                  | jan  | feb  | mrt  | apr  | mei  | jun  | jul  | aug  | sep  | okt  | nov  | dec  | Jaar  |
| ---------------------- | ---- | ---- | ---- | ---- | ---- | ---- | ---- | ---- | ---- | ---- | ---- | ---- | ----- |
| Hoogste maximum (°C)   | 18,8 | 24,6 | 34,0 | 36,5 | 38,9 | 39,8 | 40,9 | 43,0 | 41,9 | 35,1 | 29,2 | 21,5 | 43,0  |
| Gemiddeld maximum (°C) | 10,3 | 12,9 | 17,7 | 23,0 | 27,2 | 29,4 | 33,0 | 33,2 | 28,3 | 21,7 | 17,1 | 11,5 | 22,1  |
| Gemiddeld minimum (°C) | 6,2  | 8,0  | 11,2 | 15,4 | 19,3 | 22,1 | 24,8 | 24,7 | 21,2 | 16,5 | 12,2 | 7,7  | 15,8  |
| Laagste minimum (°C)   | −1,8 | −0,8 | 1,2  | 2,8  | 10,8 | 15,5 | 19,2 | 17,8 | 14,3 | 6,9  | 0,7  | −1,7 | −1,8  |
|                        |      |      |      |      |      |      |      |      |      |      |      |      |       |
| Neerslag (mm)          | 20   | 23   | 43   | 97   | 147  | 194  | 186  | 135  | 106  | 86   | 48   | 24   | 1.109 |
| Bron: WeerOpReis.com   |      |      |      |      |      |      |      |      |      |      |      |      |       |

## Bevolking
Een groot deel van de mensen in Chongqing is van de bevolkingsgroep Hakka.

## Economie
Chongqing is waarschijnlijk een van de snelst groeiende steden op economisch gebied op dit moment. De lokale overheid steekt veel geld en aandacht in de ontwikkeling van de stad. Een groot project is de metro van Chongqing, die in 2005 met een eerste monoraillijn in dienst werd genomen en in mei 2013 bestaat uit vier lijnen, waaronder twee monoraillijnen. De komende jaren staat de opening van bijkomende conventionele lijnen gepland en voor de lange termijn is nog een serie metrolijnen voorzien. Daarnaast is het samen met Chengdu het belangrijkste economische ontwikkelingsgebied in het westen van China. In de stad zijn veel buitenlandse autobedrijven gevestigd, waarvan Volkswagen het grootste is; ook zijn hier de nieuw ontstane Chinese motor- en autobedrijven (zoals Hongda Motorbike en Lifan) gevestigd. De stad wordt in snel tempo volgebouwd met wolkenkrabbers, villawijken en moderne winkelcentra.

## Steden in provincie Chongqing
- Qianjiang
- Beibei
- Dazu
- Jiangjin
- Nanchuan
- Wanzhou
- Fuling
- Jiangjing
- Bishan
- Tongliang
- Qijiang
- Changshou
- Rongchang

## Aangrenzende provincies
| Aangrenzende provincies | Aangrenzende provincies | Aangrenzende provincies | Aangrenzende provincies | Aangrenzende provincies |
| ----------------------- | ----------------------- | ----------------------- | ----------------------- | ----------------------- |
|                         |                         | Shaanxi                 |                         |                         |
|                         |                         |                         |                         |                         |
| Sichuan                 | Hubei                   |                         |                         |                         |
|                         |                         |                         |                         |                         |
|                         |                         | Guizhou                 |                         |                         |

## Stedenbanden
- Düsseldorf (Duitsland)
- Seattle (Verenigde Staten)
- Toulouse (Frankrijk), sinds 10 december 1982[2][3]

## Bekende inwoners van Chongqing

### Geboren
- Nie Rongzhen (1899-1992), militair leider
- Liu Bocheng (1892-1986), militair leider
- Lucien Bodard (1914–1998), Frans schrijver en journalist
- Sanmao (1943-1991), schrijfster
- Gao Yu (1944), dissident journaliste
- Yin Lichuan (1973), schrijfster, dichter en filmmaker
- Zhang Zhong (1978), schaker
- Yundi Li (1982), klassiek pianist
- Shi Tingmao (1991), schoonspringster
- Li Xuerui (1991), badmintonster
- Xiao Zhan (1991), zanger en acteur
- Tan Zhongyi (1991), schaker
- Carol Zhao (1995), tennisspeelster

## Panorama

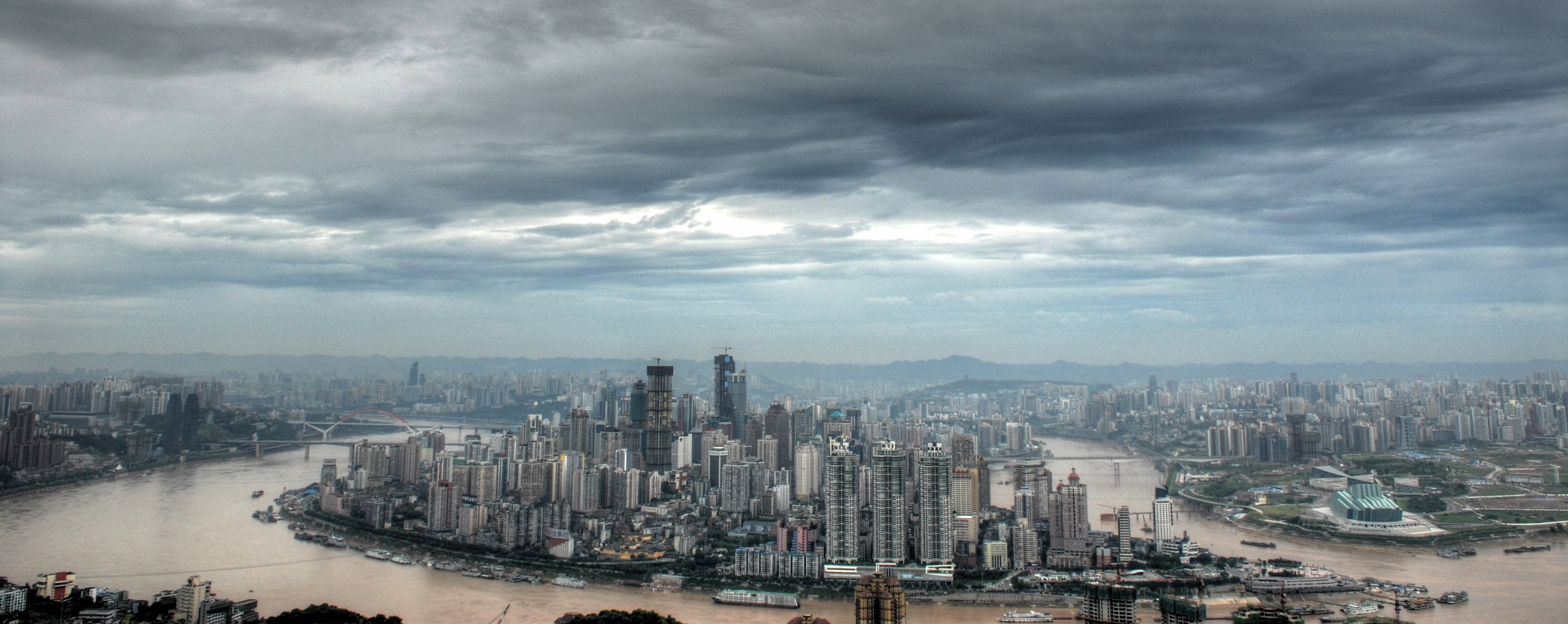
Skyline gezien vanuit het oosten